# Alfred von Berger
Alfred von Berger, född 30 april 1853 i Wien, död där 24 augusti 1912, var en österrikisk friherre, estetiker och teaterledare, son till Johann Nepomuk Berger.
von Berger var från 1894 extraordinarie professor i estetik vid universitetet i Wien, och ledde från 1899 Deutsches Schuaspielhaus i Hamburg och blev 1910 chef för Burgteatern i Wien, där han 1887-90 verkade som dramaturg. Alfred von Berger var från 1889 gift med skådespelerskan Stella Hohenfels.
Bergers scenbearbetningar av klassiskt skådespel och komedi skattades högt, liksom hans kritiska och teaterteoretiska skrifter, bland annat Dramaturgische Vorträge (1890), Studien und Kritiken (1896), Über Drama und Theater (1900) och Meine hamburgische Dramaturgie (1910). Han utgav även under titeln Im Vaterhaus sina ungdomsminnen 1901. Hans Gesammelte Schriften utkom 1913.